# Струна (шаховий маневр)
Маневр «струна» — ідея в шаховій композиції у багатоходових задачах і етюдах. Суть ідеї — фігура робить ходи кожен раз на одне поле, дотримуючись певного напрямку по діагоналі, чи вертикалі або горизонталі, рух утворює відрізок прямої лінії.

## Історія
З цією ідеєю шахові композитори публікували задачі ще в кінці ХІХ століття.
В задачі або в етюді для досягнення мети чорна чи біла фігура робить хід кожного разу на одне поле, при цьому геометричний маневр утворює прямий відрізок шляху, який може бути вертикальний або горизонтальний чи діагональний.
Ідея дістала назву — маневр «струна».
|   | a | b | c | d | e | f | g | h |   |
| 8 | f8 білий король · h8 чорний король · f7 біла тура · g7 біла тура · h7 чорний пішак · g6 чорний пішак · h6 чорний слон · f5 чорний пішак · e4 чорний пішак · a3 чорний пішак · g3 чорний кінь · f2 чорний пішак · a1 білий ферзь · f1 чорний слон · g1 чорний ферзь · h1 чорна тура | f8 білий король · h8 чорний король · f7 біла тура · g7 біла тура · h7 чорний пішак · g6 чорний пішак · h6 чорний слон · f5 чорний пішак · e4 чорний пішак · a3 чорний пішак · g3 чорний кінь · f2 чорний пішак · a1 білий ферзь · f1 чорний слон · g1 чорний ферзь · h1 чорна тура | f8 білий король · h8 чорний король · f7 біла тура · g7 біла тура · h7 чорний пішак · g6 чорний пішак · h6 чорний слон · f5 чорний пішак · e4 чорний пішак · a3 чорний пішак · g3 чорний кінь · f2 чорний пішак · a1 білий ферзь · f1 чорний слон · g1 чорний ферзь · h1 чорна тура | f8 білий король · h8 чорний король · f7 біла тура · g7 біла тура · h7 чорний пішак · g6 чорний пішак · h6 чорний слон · f5 чорний пішак · e4 чорний пішак · a3 чорний пішак · g3 чорний кінь · f2 чорний пішак · a1 білий ферзь · f1 чорний слон · g1 чорний ферзь · h1 чорна тура | f8 білий король · h8 чорний король · f7 біла тура · g7 біла тура · h7 чорний пішак · g6 чорний пішак · h6 чорний слон · f5 чорний пішак · e4 чорний пішак · a3 чорний пішак · g3 чорний кінь · f2 чорний пішак · a1 білий ферзь · f1 чорний слон · g1 чорний ферзь · h1 чорна тура | f8 білий король · h8 чорний король · f7 біла тура · g7 біла тура · h7 чорний пішак · g6 чорний пішак · h6 чорний слон · f5 чорний пішак · e4 чорний пішак · a3 чорний пішак · g3 чорний кінь · f2 чорний пішак · a1 білий ферзь · f1 чорний слон · g1 чорний ферзь · h1 чорна тура | f8 білий король · h8 чорний король · f7 біла тура · g7 біла тура · h7 чорний пішак · g6 чорний пішак · h6 чорний слон · f5 чорний пішак · e4 чорний пішак · a3 чорний пішак · g3 чорний кінь · f2 чорний пішак · a1 білий ферзь · f1 чорний слон · g1 чорний ферзь · h1 чорна тура | f8 білий король · h8 чорний король · f7 біла тура · g7 біла тура · h7 чорний пішак · g6 чорний пішак · h6 чорний слон · f5 чорний пішак · e4 чорний пішак · a3 чорний пішак · g3 чорний кінь · f2 чорний пішак · a1 білий ферзь · f1 чорний слон · g1 чорний ферзь · h1 чорна тура | 8 |
| 7 | f8 білий король · h8 чорний король · f7 біла тура · g7 біла тура · h7 чорний пішак · g6 чорний пішак · h6 чорний слон · f5 чорний пішак · e4 чорний пішак · a3 чорний пішак · g3 чорний кінь · f2 чорний пішак · a1 білий ферзь · f1 чорний слон · g1 чорний ферзь · h1 чорна тура | f8 білий король · h8 чорний король · f7 біла тура · g7 біла тура · h7 чорний пішак · g6 чорний пішак · h6 чорний слон · f5 чорний пішак · e4 чорний пішак · a3 чорний пішак · g3 чорний кінь · f2 чорний пішак · a1 білий ферзь · f1 чорний слон · g1 чорний ферзь · h1 чорна тура | f8 білий король · h8 чорний король · f7 біла тура · g7 біла тура · h7 чорний пішак · g6 чорний пішак · h6 чорний слон · f5 чорний пішак · e4 чорний пішак · a3 чорний пішак · g3 чорний кінь · f2 чорний пішак · a1 білий ферзь · f1 чорний слон · g1 чорний ферзь · h1 чорна тура | f8 білий король · h8 чорний король · f7 біла тура · g7 біла тура · h7 чорний пішак · g6 чорний пішак · h6 чорний слон · f5 чорний пішак · e4 чорний пішак · a3 чорний пішак · g3 чорний кінь · f2 чорний пішак · a1 білий ферзь · f1 чорний слон · g1 чорний ферзь · h1 чорна тура | f8 білий король · h8 чорний король · f7 біла тура · g7 біла тура · h7 чорний пішак · g6 чорний пішак · h6 чорний слон · f5 чорний пішак · e4 чорний пішак · a3 чорний пішак · g3 чорний кінь · f2 чорний пішак · a1 білий ферзь · f1 чорний слон · g1 чорний ферзь · h1 чорна тура | f8 білий король · h8 чорний король · f7 біла тура · g7 біла тура · h7 чорний пішак · g6 чорний пішак · h6 чорний слон · f5 чорний пішак · e4 чорний пішак · a3 чорний пішак · g3 чорний кінь · f2 чорний пішак · a1 білий ферзь · f1 чорний слон · g1 чорний ферзь · h1 чорна тура | f8 білий король · h8 чорний король · f7 біла тура · g7 біла тура · h7 чорний пішак · g6 чорний пішак · h6 чорний слон · f5 чорний пішак · e4 чорний пішак · a3 чорний пішак · g3 чорний кінь · f2 чорний пішак · a1 білий ферзь · f1 чорний слон · g1 чорний ферзь · h1 чорна тура | f8 білий король · h8 чорний король · f7 біла тура · g7 біла тура · h7 чорний пішак · g6 чорний пішак · h6 чорний слон · f5 чорний пішак · e4 чорний пішак · a3 чорний пішак · g3 чорний кінь · f2 чорний пішак · a1 білий ферзь · f1 чорний слон · g1 чорний ферзь · h1 чорна тура | 7 |
| 6 | f8 білий король · h8 чорний король · f7 біла тура · g7 біла тура · h7 чорний пішак · g6 чорний пішак · h6 чорний слон · f5 чорний пішак · e4 чорний пішак · a3 чорний пішак · g3 чорний кінь · f2 чорний пішак · a1 білий ферзь · f1 чорний слон · g1 чорний ферзь · h1 чорна тура | f8 білий король · h8 чорний король · f7 біла тура · g7 біла тура · h7 чорний пішак · g6 чорний пішак · h6 чорний слон · f5 чорний пішак · e4 чорний пішак · a3 чорний пішак · g3 чорний кінь · f2 чорний пішак · a1 білий ферзь · f1 чорний слон · g1 чорний ферзь · h1 чорна тура | f8 білий король · h8 чорний король · f7 біла тура · g7 біла тура · h7 чорний пішак · g6 чорний пішак · h6 чорний слон · f5 чорний пішак · e4 чорний пішак · a3 чорний пішак · g3 чорний кінь · f2 чорний пішак · a1 білий ферзь · f1 чорний слон · g1 чорний ферзь · h1 чорна тура | f8 білий король · h8 чорний король · f7 біла тура · g7 біла тура · h7 чорний пішак · g6 чорний пішак · h6 чорний слон · f5 чорний пішак · e4 чорний пішак · a3 чорний пішак · g3 чорний кінь · f2 чорний пішак · a1 білий ферзь · f1 чорний слон · g1 чорний ферзь · h1 чорна тура | f8 білий король · h8 чорний король · f7 біла тура · g7 біла тура · h7 чорний пішак · g6 чорний пішак · h6 чорний слон · f5 чорний пішак · e4 чорний пішак · a3 чорний пішак · g3 чорний кінь · f2 чорний пішак · a1 білий ферзь · f1 чорний слон · g1 чорний ферзь · h1 чорна тура | f8 білий король · h8 чорний король · f7 біла тура · g7 біла тура · h7 чорний пішак · g6 чорний пішак · h6 чорний слон · f5 чорний пішак · e4 чорний пішак · a3 чорний пішак · g3 чорний кінь · f2 чорний пішак · a1 білий ферзь · f1 чорний слон · g1 чорний ферзь · h1 чорна тура | f8 білий король · h8 чорний король · f7 біла тура · g7 біла тура · h7 чорний пішак · g6 чорний пішак · h6 чорний слон · f5 чорний пішак · e4 чорний пішак · a3 чорний пішак · g3 чорний кінь · f2 чорний пішак · a1 білий ферзь · f1 чорний слон · g1 чорний ферзь · h1 чорна тура | f8 білий король · h8 чорний король · f7 біла тура · g7 біла тура · h7 чорний пішак · g6 чорний пішак · h6 чорний слон · f5 чорний пішак · e4 чорний пішак · a3 чорний пішак · g3 чорний кінь · f2 чорний пішак · a1 білий ферзь · f1 чорний слон · g1 чорний ферзь · h1 чорна тура | 6 |
| 5 | f8 білий король · h8 чорний король · f7 біла тура · g7 біла тура · h7 чорний пішак · g6 чорний пішак · h6 чорний слон · f5 чорний пішак · e4 чорний пішак · a3 чорний пішак · g3 чорний кінь · f2 чорний пішак · a1 білий ферзь · f1 чорний слон · g1 чорний ферзь · h1 чорна тура | f8 білий король · h8 чорний король · f7 біла тура · g7 біла тура · h7 чорний пішак · g6 чорний пішак · h6 чорний слон · f5 чорний пішак · e4 чорний пішак · a3 чорний пішак · g3 чорний кінь · f2 чорний пішак · a1 білий ферзь · f1 чорний слон · g1 чорний ферзь · h1 чорна тура | f8 білий король · h8 чорний король · f7 біла тура · g7 біла тура · h7 чорний пішак · g6 чорний пішак · h6 чорний слон · f5 чорний пішак · e4 чорний пішак · a3 чорний пішак · g3 чорний кінь · f2 чорний пішак · a1 білий ферзь · f1 чорний слон · g1 чорний ферзь · h1 чорна тура | f8 білий король · h8 чорний король · f7 біла тура · g7 біла тура · h7 чорний пішак · g6 чорний пішак · h6 чорний слон · f5 чорний пішак · e4 чорний пішак · a3 чорний пішак · g3 чорний кінь · f2 чорний пішак · a1 білий ферзь · f1 чорний слон · g1 чорний ферзь · h1 чорна тура | f8 білий король · h8 чорний король · f7 біла тура · g7 біла тура · h7 чорний пішак · g6 чорний пішак · h6 чорний слон · f5 чорний пішак · e4 чорний пішак · a3 чорний пішак · g3 чорний кінь · f2 чорний пішак · a1 білий ферзь · f1 чорний слон · g1 чорний ферзь · h1 чорна тура | f8 білий король · h8 чорний король · f7 біла тура · g7 біла тура · h7 чорний пішак · g6 чорний пішак · h6 чорний слон · f5 чорний пішак · e4 чорний пішак · a3 чорний пішак · g3 чорний кінь · f2 чорний пішак · a1 білий ферзь · f1 чорний слон · g1 чорний ферзь · h1 чорна тура | f8 білий король · h8 чорний король · f7 біла тура · g7 біла тура · h7 чорний пішак · g6 чорний пішак · h6 чорний слон · f5 чорний пішак · e4 чорний пішак · a3 чорний пішак · g3 чорний кінь · f2 чорний пішак · a1 білий ферзь · f1 чорний слон · g1 чорний ферзь · h1 чорна тура | f8 білий король · h8 чорний король · f7 біла тура · g7 біла тура · h7 чорний пішак · g6 чорний пішак · h6 чорний слон · f5 чорний пішак · e4 чорний пішак · a3 чорний пішак · g3 чорний кінь · f2 чорний пішак · a1 білий ферзь · f1 чорний слон · g1 чорний ферзь · h1 чорна тура | 5 |
| 4 | f8 білий король · h8 чорний король · f7 біла тура · g7 біла тура · h7 чорний пішак · g6 чорний пішак · h6 чорний слон · f5 чорний пішак · e4 чорний пішак · a3 чорний пішак · g3 чорний кінь · f2 чорний пішак · a1 білий ферзь · f1 чорний слон · g1 чорний ферзь · h1 чорна тура | f8 білий король · h8 чорний король · f7 біла тура · g7 біла тура · h7 чорний пішак · g6 чорний пішак · h6 чорний слон · f5 чорний пішак · e4 чорний пішак · a3 чорний пішак · g3 чорний кінь · f2 чорний пішак · a1 білий ферзь · f1 чорний слон · g1 чорний ферзь · h1 чорна тура | f8 білий король · h8 чорний король · f7 біла тура · g7 біла тура · h7 чорний пішак · g6 чорний пішак · h6 чорний слон · f5 чорний пішак · e4 чорний пішак · a3 чорний пішак · g3 чорний кінь · f2 чорний пішак · a1 білий ферзь · f1 чорний слон · g1 чорний ферзь · h1 чорна тура | f8 білий король · h8 чорний король · f7 біла тура · g7 біла тура · h7 чорний пішак · g6 чорний пішак · h6 чорний слон · f5 чорний пішак · e4 чорний пішак · a3 чорний пішак · g3 чорний кінь · f2 чорний пішак · a1 білий ферзь · f1 чорний слон · g1 чорний ферзь · h1 чорна тура | f8 білий король · h8 чорний король · f7 біла тура · g7 біла тура · h7 чорний пішак · g6 чорний пішак · h6 чорний слон · f5 чорний пішак · e4 чорний пішак · a3 чорний пішак · g3 чорний кінь · f2 чорний пішак · a1 білий ферзь · f1 чорний слон · g1 чорний ферзь · h1 чорна тура | f8 білий король · h8 чорний король · f7 біла тура · g7 біла тура · h7 чорний пішак · g6 чорний пішак · h6 чорний слон · f5 чорний пішак · e4 чорний пішак · a3 чорний пішак · g3 чорний кінь · f2 чорний пішак · a1 білий ферзь · f1 чорний слон · g1 чорний ферзь · h1 чорна тура | f8 білий король · h8 чорний король · f7 біла тура · g7 біла тура · h7 чорний пішак · g6 чорний пішак · h6 чорний слон · f5 чорний пішак · e4 чорний пішак · a3 чорний пішак · g3 чорний кінь · f2 чорний пішак · a1 білий ферзь · f1 чорний слон · g1 чорний ферзь · h1 чорна тура | f8 білий король · h8 чорний король · f7 біла тура · g7 біла тура · h7 чорний пішак · g6 чорний пішак · h6 чорний слон · f5 чорний пішак · e4 чорний пішак · a3 чорний пішак · g3 чорний кінь · f2 чорний пішак · a1 білий ферзь · f1 чорний слон · g1 чорний ферзь · h1 чорна тура | 4 |
| 3 | f8 білий король · h8 чорний король · f7 біла тура · g7 біла тура · h7 чорний пішак · g6 чорний пішак · h6 чорний слон · f5 чорний пішак · e4 чорний пішак · a3 чорний пішак · g3 чорний кінь · f2 чорний пішак · a1 білий ферзь · f1 чорний слон · g1 чорний ферзь · h1 чорна тура | f8 білий король · h8 чорний король · f7 біла тура · g7 біла тура · h7 чорний пішак · g6 чорний пішак · h6 чорний слон · f5 чорний пішак · e4 чорний пішак · a3 чорний пішак · g3 чорний кінь · f2 чорний пішак · a1 білий ферзь · f1 чорний слон · g1 чорний ферзь · h1 чорна тура | f8 білий король · h8 чорний король · f7 біла тура · g7 біла тура · h7 чорний пішак · g6 чорний пішак · h6 чорний слон · f5 чорний пішак · e4 чорний пішак · a3 чорний пішак · g3 чорний кінь · f2 чорний пішак · a1 білий ферзь · f1 чорний слон · g1 чорний ферзь · h1 чорна тура | f8 білий король · h8 чорний король · f7 біла тура · g7 біла тура · h7 чорний пішак · g6 чорний пішак · h6 чорний слон · f5 чорний пішак · e4 чорний пішак · a3 чорний пішак · g3 чорний кінь · f2 чорний пішак · a1 білий ферзь · f1 чорний слон · g1 чорний ферзь · h1 чорна тура | f8 білий король · h8 чорний король · f7 біла тура · g7 біла тура · h7 чорний пішак · g6 чорний пішак · h6 чорний слон · f5 чорний пішак · e4 чорний пішак · a3 чорний пішак · g3 чорний кінь · f2 чорний пішак · a1 білий ферзь · f1 чорний слон · g1 чорний ферзь · h1 чорна тура | f8 білий король · h8 чорний король · f7 біла тура · g7 біла тура · h7 чорний пішак · g6 чорний пішак · h6 чорний слон · f5 чорний пішак · e4 чорний пішак · a3 чорний пішак · g3 чорний кінь · f2 чорний пішак · a1 білий ферзь · f1 чорний слон · g1 чорний ферзь · h1 чорна тура | f8 білий король · h8 чорний король · f7 біла тура · g7 біла тура · h7 чорний пішак · g6 чорний пішак · h6 чорний слон · f5 чорний пішак · e4 чорний пішак · a3 чорний пішак · g3 чорний кінь · f2 чорний пішак · a1 білий ферзь · f1 чорний слон · g1 чорний ферзь · h1 чорна тура | f8 білий король · h8 чорний король · f7 біла тура · g7 біла тура · h7 чорний пішак · g6 чорний пішак · h6 чорний слон · f5 чорний пішак · e4 чорний пішак · a3 чорний пішак · g3 чорний кінь · f2 чорний пішак · a1 білий ферзь · f1 чорний слон · g1 чорний ферзь · h1 чорна тура | 3 |
| 2 | f8 білий король · h8 чорний король · f7 біла тура · g7 біла тура · h7 чорний пішак · g6 чорний пішак · h6 чорний слон · f5 чорний пішак · e4 чорний пішак · a3 чорний пішак · g3 чорний кінь · f2 чорний пішак · a1 білий ферзь · f1 чорний слон · g1 чорний ферзь · h1 чорна тура | f8 білий король · h8 чорний король · f7 біла тура · g7 біла тура · h7 чорний пішак · g6 чорний пішак · h6 чорний слон · f5 чорний пішак · e4 чорний пішак · a3 чорний пішак · g3 чорний кінь · f2 чорний пішак · a1 білий ферзь · f1 чорний слон · g1 чорний ферзь · h1 чорна тура | f8 білий король · h8 чорний король · f7 біла тура · g7 біла тура · h7 чорний пішак · g6 чорний пішак · h6 чорний слон · f5 чорний пішак · e4 чорний пішак · a3 чорний пішак · g3 чорний кінь · f2 чорний пішак · a1 білий ферзь · f1 чорний слон · g1 чорний ферзь · h1 чорна тура | f8 білий король · h8 чорний король · f7 біла тура · g7 біла тура · h7 чорний пішак · g6 чорний пішак · h6 чорний слон · f5 чорний пішак · e4 чорний пішак · a3 чорний пішак · g3 чорний кінь · f2 чорний пішак · a1 білий ферзь · f1 чорний слон · g1 чорний ферзь · h1 чорна тура | f8 білий король · h8 чорний король · f7 біла тура · g7 біла тура · h7 чорний пішак · g6 чорний пішак · h6 чорний слон · f5 чорний пішак · e4 чорний пішак · a3 чорний пішак · g3 чорний кінь · f2 чорний пішак · a1 білий ферзь · f1 чорний слон · g1 чорний ферзь · h1 чорна тура | f8 білий король · h8 чорний король · f7 біла тура · g7 біла тура · h7 чорний пішак · g6 чорний пішак · h6 чорний слон · f5 чорний пішак · e4 чорний пішак · a3 чорний пішак · g3 чорний кінь · f2 чорний пішак · a1 білий ферзь · f1 чорний слон · g1 чорний ферзь · h1 чорна тура | f8 білий король · h8 чорний король · f7 біла тура · g7 біла тура · h7 чорний пішак · g6 чорний пішак · h6 чорний слон · f5 чорний пішак · e4 чорний пішак · a3 чорний пішак · g3 чорний кінь · f2 чорний пішак · a1 білий ферзь · f1 чорний слон · g1 чорний ферзь · h1 чорна тура | f8 білий король · h8 чорний король · f7 біла тура · g7 біла тура · h7 чорний пішак · g6 чорний пішак · h6 чорний слон · f5 чорний пішак · e4 чорний пішак · a3 чорний пішак · g3 чорний кінь · f2 чорний пішак · a1 білий ферзь · f1 чорний слон · g1 чорний ферзь · h1 чорна тура | 2 |
| 1 | f8 білий король · h8 чорний король · f7 біла тура · g7 біла тура · h7 чорний пішак · g6 чорний пішак · h6 чорний слон · f5 чорний пішак · e4 чорний пішак · a3 чорний пішак · g3 чорний кінь · f2 чорний пішак · a1 білий ферзь · f1 чорний слон · g1 чорний ферзь · h1 чорна тура | f8 білий король · h8 чорний король · f7 біла тура · g7 біла тура · h7 чорний пішак · g6 чорний пішак · h6 чорний слон · f5 чорний пішак · e4 чорний пішак · a3 чорний пішак · g3 чорний кінь · f2 чорний пішак · a1 білий ферзь · f1 чорний слон · g1 чорний ферзь · h1 чорна тура | f8 білий король · h8 чорний король · f7 біла тура · g7 біла тура · h7 чорний пішак · g6 чорний пішак · h6 чорний слон · f5 чорний пішак · e4 чорний пішак · a3 чорний пішак · g3 чорний кінь · f2 чорний пішак · a1 білий ферзь · f1 чорний слон · g1 чорний ферзь · h1 чорна тура | f8 білий король · h8 чорний король · f7 біла тура · g7 біла тура · h7 чорний пішак · g6 чорний пішак · h6 чорний слон · f5 чорний пішак · e4 чорний пішак · a3 чорний пішак · g3 чорний кінь · f2 чорний пішак · a1 білий ферзь · f1 чорний слон · g1 чорний ферзь · h1 чорна тура | f8 білий король · h8 чорний король · f7 біла тура · g7 біла тура · h7 чорний пішак · g6 чорний пішак · h6 чорний слон · f5 чорний пішак · e4 чорний пішак · a3 чорний пішак · g3 чорний кінь · f2 чорний пішак · a1 білий ферзь · f1 чорний слон · g1 чорний ферзь · h1 чорна тура | f8 білий король · h8 чорний король · f7 біла тура · g7 біла тура · h7 чорний пішак · g6 чорний пішак · h6 чорний слон · f5 чорний пішак · e4 чорний пішак · a3 чорний пішак · g3 чорний кінь · f2 чорний пішак · a1 білий ферзь · f1 чорний слон · g1 чорний ферзь · h1 чорна тура | f8 білий король · h8 чорний король · f7 біла тура · g7 біла тура · h7 чорний пішак · g6 чорний пішак · h6 чорний слон · f5 чорний пішак · e4 чорний пішак · a3 чорний пішак · g3 чорний кінь · f2 чорний пішак · a1 білий ферзь · f1 чорний слон · g1 чорний ферзь · h1 чорна тура | f8 білий король · h8 чорний король · f7 біла тура · g7 біла тура · h7 чорний пішак · g6 чорний пішак · h6 чорний слон · f5 чорний пішак · e4 чорний пішак · a3 чорний пішак · g3 чорний кінь · f2 чорний пішак · a1 білий ферзь · f1 чорний слон · g1 чорний ферзь · h1 чорна тура | 1 |
|   | a | b | c | d | e | f | g | h |   |

1. Ke7! ~ 2. Tf8#
1. ... Lg5+ 2. Kd6 Lf4+ 3. Kc5 Le3+ 4. Kb4 Ld2+ 5. K:a3 Lc1+
6. Kb4 Ld2+ 7. Kc5 Le3+ 8.  Kd6 Lf4+ 9. Ke7 Lg5+ 10. Kf8 Lh6
11. Da8! L:g7+ 12. Ke7+ Lf8+ 13. D:f8#
В цій задачі чотириразово виражено маневр «струна», двічі білим королем і двічі чорним слоном. 